# Metius (Mondkrater)
Metius ist ein Einschlagkrater im Süden der Mondvorderseite, nordöstlich des Kraters Fabricius und südwestlich von Rheita und dem sich in südöstlicher Richtung erstreckenden Mondtal Vallis Rheita.
Der Kraterrand ist mäßig erodiert, das Innere weitgehend eben.
| Buchstabe | Position           | Durchmesser | Link |
| --------- | ------------------ | ----------- | ---- |
| B         | 40,18° S, 44,37° O | 14 km       |      |
| C         | 44,25° S, 49,05° O | 10 km       |      |
| D         | 42,68° S, 48,44° O | 11 km       |      |
| E         | 39,83° S, 42,83° O | 7 km        |      |
| F         | 39,15° S, 42,72° O | 9 km        |      |
| G         | 40,39° S, 45,24° O | 10 km       |      |

Der Krater wurde 1935 von der IAU nach dem niederländischen Mathematiker und Astronomen Adriaan Metius offiziell benannt.